# Eugene Tetzel
Eugene Tetzel (Berlín, 1870 - 1936) fou un musicòleg i compositor alemany. Feu els estudis en la Reial Escola Superior de Música de la capital alemanya, consagrant-se des de molt jove al professorat, en el qual gaudí de gran renom. Musicòleg i pedagog musical distingit, va publicar les obres didàctiques Allgemeine Musiklehre und Theorie des Klavierspiels (1902); Das Problem der modernen Klaiviertechnik (1909); i Elementarstudien zur Gewichstechnik und Rollung (1918). El 1916 publicà un interessant Concert per a piano amb acompanyament de quartet de corda.